# Barry Morse
Barry Morse (10. června 1918, Londýn – 2. února 2008, tamtéž) byl britsko-kanadský divadelní, televizní a filmový herec. Jednou z jeho největších rolí byla postava detektiva Philipa Gerarda v britském televizním seriálu Uprchlík z 60. let.
Na televizní obrazovce debutoval v roce 1937 v raných vysílání BBC. O dva roky později se oženil s kanadskou herečkou Sydney Sturgess. Na filmovém plátně se poprvé objevil ve snímku The Goose Steps Out z roku 1942. V roce 1951 s manželkou a dvěma dětmi emigroval do Kanady, kde žil v Torontu. Řada rolí v televizních filmech a seriálech mu pětkrát přinesla cenu Canada's Best TV Actor. Kromě Kanady hrál též ve Spojených státech, jak na Broadwayi, tak v seriálech a částečně i filmech.